# Эделень
Эделень (венг. Edelény) — город на северо-востоке Венгрии в 25 километрах от столицы медье — города Мишкольца. Население — 11 168 человек (2001).

## Население
| Год  | Численность | Численность |
| ---- | ----------- | ----------- |
| 2013 | 10 030      | [ 4 ]       |
| 2014 | 9829        | [ 5 ]       |
| 2018 | 9389        | [ 6 ]       |
| 2022 | 9271        | [ 7 ]       |
| 2023 | 9259        | [ 8 ]       |
| 2024 | 9198        | [ 3 ]       |

## Города-побратимы
- Бад-Зобернхайм, Германия
- Ворб, Швейцария
- Молдава-над-Бодвоу, Словакия
- Севеж, Польша